# Apogonia centralis
Apogonia centralis är en skalbaggsart som beskrevs av Gilbert John Arrow 1941. Apogonia centralis ingår i släktet Apogonia och familjen Melolonthidae. Inga underarter finns listade i Catalogue of Life.